# 마태오 10장

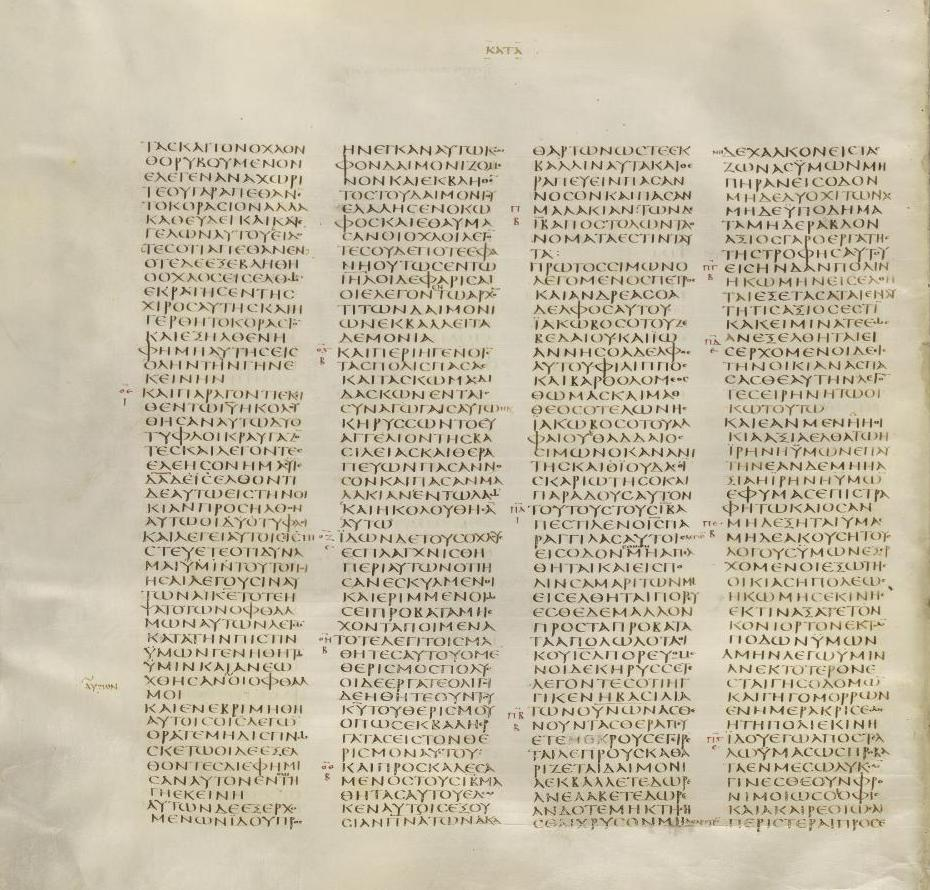
언셜 01번의 마태오 9장 23절-10장 17절 부분

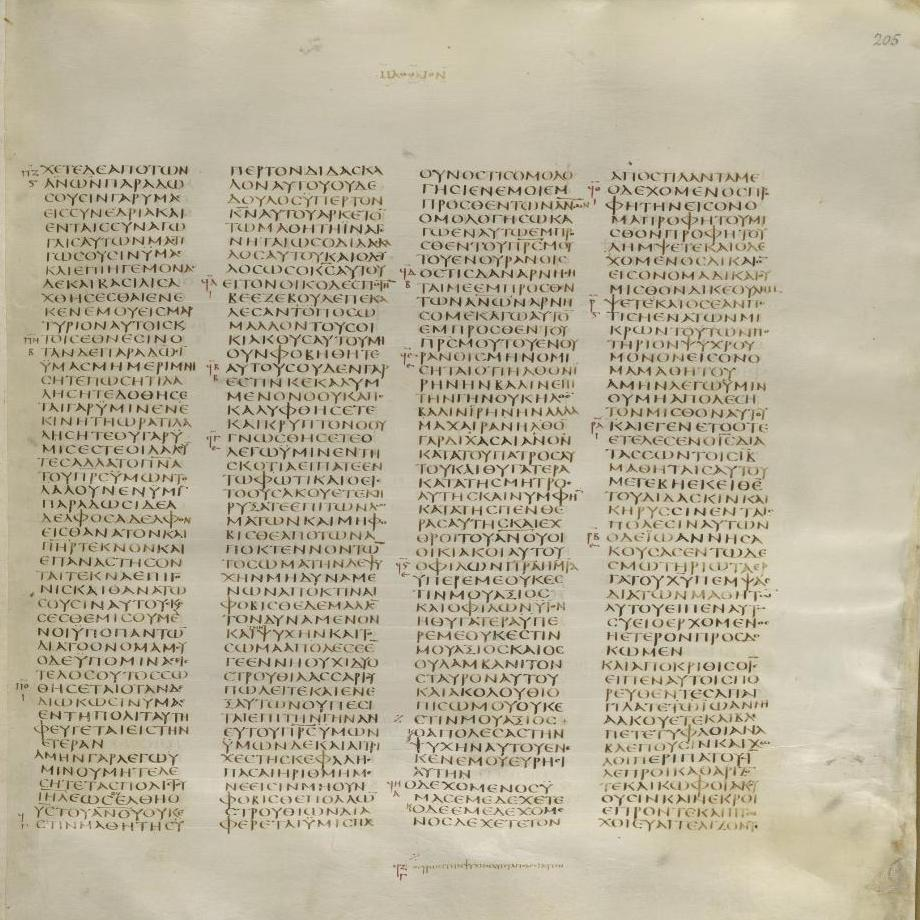
언셜 01번의 마태오 10장 17절-11장 5절 부분

마태오 10장(Matthew 10)은 신약성경 제1권인 마태오의 복음서의 제10장이다. 총 42절로 이루어져 있다.
내용상 예수가 제자들 중 몇을 부르고 난 뒤, 세례자 요한의 제자들을 만나기 전 시점이다. 마태오는 1절에서 4절에 걸쳐 예수의 열두 제자, 즉 열두 사도의 이름을 나열한다. 그리고 나머지 장은 거의 모두 예수의 발언으로 이루어져 있다. 이 장에서 예수는 제자들에게 자신의 권능을 나눠주고 그들을 여러 지역으로 보내며 사람들을 고치고 말을 전하라고 사명을 맡긴다. 마태오 28장을 대사명이라고 부르는 것에 비교하여 마태오 10장을 소사명(Little Commission)이라고 부르기도 한다.
마태오 10장은 루카 10장 및 정경으로 인정받지 못하는 토마스의 복음서의 내용과 대략 일치한다.

## 문헌
마태오 10장이 보존되어 있는 고문헌은 다음과 같다.
- 코이네 그리스어 원본
- 파피루스 110번
- 언셜 0171번
- 언셜 03번 바티칸의 서
- 언셜 01번 시나이의 서
- 언셜 05번 바자이의 서
- 언셜 04번 에프라엠의 재활용 서
- 언셜 022번 페트로폴리타누스의 보라색서

## 내용

### 열두 사도의 명단
제1절에서 “그의 열두 제자”(그리스어: τους δωδεκα μαθητας αυτου 토우스 도데카 마테타스 아우토우[*])를 거론하며, 제2절에서 그들을 “열두 사도”라고 부른다.
| “ | 1. And when he had called unto him his twelve disciples, he gave them power against unclean spirits, to cast them out, and to heal all manner of sickness and all manner of disease. 2. Now the names of the twelve apostles are these; The first, Simon, who is called Peter, and Andrew his brother; James the son of Zebedee, and John his brother; 3. Philip, and Bartholomew; Thomas, and Matthew the publican; James the son of Alphaeus, and Lebbaeus, whose surname was Thaddaeus; 4. Simon the Canaanite, and Judas Iscariot, who also betrayed him. (흠정역) 1. 예수께서 그 열두 제자를 부르사 더러운 귀신을 쫓아내며 모든 병과 모든 약한 것을 고치는 권능을 주시니라 2. 열두 사도의 이름은 이러하니 베드로라 하는 시몬을 비롯하여 그의 형제 안드레와 세베대의 아들 야고보와 그의 형제 요한, 3. 빌립과 바돌로매, 도마와 세리 마태, 알패오의 아들 야고보와 다대오, 4. 가나안인 시몬과 및 가룟 유다 곧 예수를 판 자라 (개역한글판) | ” |
|   | — 마태오 10:1-4 |   |

### 사도들의 의무
| “ | 10. Nor scrip for your journey, neither two coats, neither shoes, nor yet staves: for the workman is worthy of his meat. (흠정역) 10. 여행을 위하여 주머니나 두 벌 옷이나 신이나 지팡이를 가지지 말라 이는 일꾼이 저 먹을 것 받는 것이 마땅함이니라 (개역한글판) | ” |
|   | — 마태오 10:10 |   |

이것은 마르코 6:8-9, 루카 9:3의 내용과 교차검증된다.

### 화평이 아니요 검을 주러 왔노라
| “ | 34. Think not that I am come to send peace on earth: I came not to send peace, but a sword. (흠정역) 34. 내가 세상에 화평을 주러 온 줄로 생각지 말라 화평이 아니요 검을 주러 왔노라 (개역한글판) | ” |
|   | — 마태오 10:34 |   |

의미가 무엇인지 많은 논의가 되어온 구절이다. 보통 1세기의 묵시적, 종말론적 세계관을 의미하는 것으로 풀이된다.
켈스의 서의 마태오 10장 34절에서는 "검(makhairan)"의 불가타역 "검(라틴어: gladium 글라디움[*])" 대신 "기쁨(라틴어: gaudium 가우디움[*])"이라고 오역해 놓았다.

## 토마스의 복음서와의 비교
- 마태오 10:16은 토마스 39와 일치한다.
- 마태오 10:37은 토마스 55, 101과 일치한다.
- 마태오 10:27b는 토마스 33a와 일치한다.
- 마태오 10:34-36은 토마스 16과 일치한다.
- 마태오 10:26은 토마스 5b와 일치한다.

## 같이 보기
- 열두 사도의 위원회